# Ciao per sempre
Ciao per sempre è un singolo della cantautrice italiana Levante, pubblicato il 27 marzo 2015 come primo estratto dal secondo album in studio Abbi cura di te. Il brano è stato prodotto da Ale Bavo.

## Tracce
Download digitale
1. Ciao per sempre – 3:25

## Video musicale
Il videoclip, diretto da Federico Fred Cangianiello, ha visto la partecipazione dell'attore Corrado Fortuna.